# Шеклино
Шеклино — деревня в Великолукском районе Псковской области России. Входит в состав сельского поселения «Борковская волость».
Расположена на юго-западе района в 38 км к юго-западу от города Великие Луки. Железнодорожная станция Шеклино на участке Великие Луки — Невель.

## Население
Численность населения деревни по оценке на 2000 год составляла 42 жителя, на 2010 год — 16 жителей.